# Doreen Colondres
Doreen Colondres (Puerto Rico) es una chef puertorriqueña, autora del libro “La Cocina No Muerde”, editora de cocina y vinos y consultora de gastronomía. Es reconocida internacionalmente por su misión de enseñar a su público recetas simples y tradicionales de la cocina hispana.
Su primer libro, La Cocina No Muerde, fue publicado por Random Penguin House en junio de 2015 y logró ser un “best seller” a nivel internacional por cuatro meses consecutivos. Doreen participa constantemente en el show Despierta América, de Univisión, y fue parte de tres shows de cocina en Fox Life y Utilísima, durante cinco años en 16 países.  Lleva seis años como editora de cocina y vinos de la revista nacional Siempre Mujer, de Meredith Publishing, y posee columnas en más de 25 revistas alrededor del mundo.
Tiene un bachillerato en administración de empresas y mercadeo, estudió en escuelas culinarias de Nueva York, California y Florida. Es sommelier certificada con el Wine and Spirit Education Trust (WSET), The Court of Master Sommelier, US Sommelier Association, y continúa estudiando en la North American Sommelier Association.
Realiza anualmente más de 30 shows de cocina en vivo alrededor de los Estados Unidos para aumentar la conciencia sobre la obesidad y la diabetes.
En 2013, se convirtió en la primera Celebrity Chef hispana del Bordeaux Wine Council, la región de vinos más prestigiosa del mundo.